# 藏东薹草
藏东薹草（学名：[Carex cardiolepis] 错误：{{Lang}}：文本有斜体标记（帮助））为莎草科薹草属下的一个种。分布于锡金、尼泊尔、阿富汗、克什米尔地区、印度北部以及中国大陆的云南西北部、四川西部和西南部、青海南部、西藏东部和南部等地，生长于海拔3,000米至4,300米的地区，多生于高山灌丛草甸以及林下，目前尚未由人工引种栽培

## 扩展阅读
- 維基物種上的相關：藏东薹草